# Assa Traoré
Assa Traoré (ur. 1985 w Paryżu) – francuska aktywistka, liderka protestów sprzeciwiających się przemocy i rasizmowi francuskiej policji, prezeska komitetu „Prawda dla Adamy“, siostra Adamy Traoré, który 19 lipca 2016 zginął po zatrzymaniu przez policję. W jednej z największych demonstracji przeciwko przemocy policji, w listopadzie 2020 w Paryżu, wzięło udział 40 tys. osób. Protesty nawiązują do ruchu Black Lives Matter. Współautorka książki „Le combat Adama“.

## Wyróżnienia
- nagroda Global Good Award[2]
- tytuł Strażniczka Roku tygodnika „Time”[2]